# Aeroportul Municipal Winnemucca
Aeroportul Municipal Winnemucca (IATA: WMC, ICAO: KWMC, FAA LID: WMC) este un aeroport din Nevada, Statele Unite ale Americii ce deservește zona Winnemucca⁠(d). A fost numit după zona deservită.
Situat la o altitudine de 1.313 m, aeroportul dispune de 2 piste.

## Infrastructură

### Piste
Aeroportul dispune de 2 piste. Pista 02/20 are suprafața de asfalt și dimensiunile 4.800 picioare × 75 picioare. Pista 14/32 are suprafața de asfalt și dimensiunile 7.000 picioare × 100 picioare. 